# Barrica
Una barrica és un recipient de líquids alcohòlics idèntic a la bota de fusta, però més gran. La seva capacitat varia en un interval que va dels 200 litres als 360, tot i que la de 225 litres és la majoritària (coneguda com a barrica bordelesa). Els cèrcols que estrenyen les dogues solen ser 6. Tot i que avui dia la majoria estan fetes de roure francès o americà, antigament als Països Catalans es feien de fusta de castanyer.
Històricament s'utilitzava per transportar vi, aiguardent i altres líquids en vaixell. Però avui dia el seu ús és fonamentalment enològic: Les barriques s'instal·len als cellers frescos: per tal que contribueixin al procés de vinificació. Al seu interior el vi es deixa envellir, microoxigenant-se a poc a poc en temporades que poden anar des d'uns mesos a diversos anys. Les complexes reaccions químiques, físiques i biològiques que se'n deriven milloren el vi i el modifiquen organolèpticament.